# María Fernanda Malo
María Fernanda Malo Álvarez (Cancún, Quintana Roo, 19 de noviembre de 1985), conocida artísticamente como Marifer Malo o Fuzz, es una actriz, cantante y modelo mexicana. Conocida por su participación como antagonista en la telenovela Rebelde. 
Nació en Cancún, Quintana Roo, y se trasladó a la Ciudad de México, donde comenzó su carrera.

## Filmografía

### Telenovelas
- 2012, Miss XV - Lula López
- 2009, Verano de amor - Ella misma
- 2008-2009, Alma de hierro - Lorena Higareda Pineda
- 2004-2006, Rebelde  - Sol de la Riva
- 2001-2002, El juego de la vida - Marisol Robles
- 2001, Aventuras en el tiempo - Doble de "Violeta" y "Rosenda"
- 2000, La casa en la playa - Tania
- 1996, La culpa - Lulú
- 1995, Bajo un mismo rostro  -  Estelita Covarrubias
- 1994, Volver a empezar - Sandra de niña[1]
- 1990, En carne propia - Estefanía (niña)

### Cine
- 2007, Hasta el viento tiene miedo  - Jessica
- 2006, Efectos secundarios  - Josefina

### Series de televisión
- 2004, La Hora Pico - Varios personajes (1 episodio)
- 2003-2004, Mujer, casos de la vida real - Varios personajes